# L'Ange du foyer (Ernst)
Pour les articles homonymes, voir L'Ange du foyer.
L'Ange du foyer est un tableau du peintre allemand Max Ernst réalisé en 1937. Cette huile sur toile surréaliste représente une créature monstrueuse s'agitant devant un ciel nuageux, une allégorie du franquisme pendant la guerre d'Espagne. Elle est conservée au sein d'une collection privée.